# Leopoldo Fregoli
Leopoldo Fregoli, actor, transformista i cantant italià, va néixer a Roma el 2 de juliol de 1867 i va morir a Viareggio, Toscana, el 26 de novembre de 1936.
Hom pot considerar que amb ell el gènere para-teatral del transformisme va assolir la maduresa. Es va dedicar al teatre des de molt jove, però va ser el 1887 que aconseguí fer-se un nom, quan mentre feia el servei militar a Massawa (aleshores capital de la colònia italiana d'Eritrea) hi feu les primeres aparicions com a transformista. Dos anys després, a Roma, fou contractat pel concorregut Caffè dell'Esedra i la seva fama es projectà per tot el país. El 1893 va crear dues companyies pròpies, la Compagnia di Varietà Internazionali i més tard la Compagnia Fin di Secolo, amb les quals recorregué tot Itàlia com a primera figura de cantant, actor i transformista.
Un cop va assolir un estil propi, ell era l'únic intèrpret dels seus espectacles, per bé que treballava amb una bona colla de col·laboradors rere l'escena. Les obres tenien sempre una trama dramàtica, en el desenvolupament de la qual Fregoli anava canviant d'aspecte, de veu i de registre, i tot d'una manera tan frenètica que dins d'una mateixa funció aconseguia donar vida a dotzenes de personatges tan diferents com convincents.
Assolí fama mundial tot freqüentant els millors teatres de Londres, París, Barcelona, Nova York, Berlín, Buenos Aires, Viena i Sant Petersburg. No cal dir que li sorgiren força imitadors.
Unes mostres de l'anomenada que arribà a tenir són que la llengua italiana va incorporar el mot "fregolismo" per a indicar una manera vertiginosa de captenir-se (especialment pel que fa als canvis sobtats d'adscripció política), i que la psiquiatria va anomenar Sindrome de Fregoli el trastorn mental de reconèixer obsessivament trets familiars en persones desconegudes.
Les seves constants actuacions a la Barcelona del tombant del s. XX van fer que fos un autèntic ídol de masses. A tot Catalunya l'expressió "anar més de pressa que en Frègoli" és tothora vigent. El poeta Joan Brossa mostrà la seva admiració per Fregoli tot dedicant-li diversos poemes literaris i visuals, dos poemaris sencers i un llibre d'artista fet en col·laboració amb Antoni Tàpies
A Lió havia adquirit un aparell cinematogràfic a Auguste Lumière, el qual l'autoritzà a explotar-lo amb la marca Fregoligraph. Amb ell va rodar una dotzena llarga de pel·lícules, totes la darrera dècada del s. XIX.
Es retirà de l'escena el 1925 en plena fama i se n'anà a viure envoltat de luxes a Viareggio, on morí. A la seva tomba, al cementiri d'aquesta ciutat toscana, hi ha escrit "Aquí Fregoli va executar la seva darrera transformació".

## Actuacions a Barcelona
- 1894, maig. Teatre Principal.
- 1894, del 23 de maig-juny. Teatre Granvia.
- 1895, abril. Teatre Eldorado.
- 1896, abril. Teatre Eldorado.
- 1897, desembre. Teatre Eldorado.
- 1901, maig-juny. Teatre Novetats.
- 1907, gener-febrer. Teatre Novetats.
- 1914, abril. Teatre Novetats.
- 1915, març. Teatre Tívoli.
- 1922, setembre-octubre. Teatre Romea.